# Représentant syndical
 (mars 2025).
En France, chaque organisation syndicale représentative dans l’entreprise peut choisir un représentant syndical (RS).
Le représentant syndical n’a ni heure de délégations ni droit à une formation spécifique, excepté au CE dans les entreprises d'au moins 501 salariés.

## Représentant syndical en comité d'etablissement
Ce dernier assiste aux séances du comité d'établissement, avec voix consultative (c'est-à-dire sans droit de vote).
Ce représentant syndical en CE doit être choisi parmi les membres du personnel de l’entreprise. Son rôle au sein du CE est particulier.
- Dans les entreprises de moins de 300 salariés, le délégué syndical est de droit représentant syndical (RS) au CE.
- Dans les entreprises de 300 salariés et plus, chaque organisation syndicale représentative peut désigner un représentant syndical au CE, distinct du délégué syndical[1].
- Dans les entreprises d’au moins 501 salariés, le représentant syndical dispose de 20 heures de délégation, utilisables dans les mêmes conditions que le crédit d’heures des élus du CE [2].

## Représentant syndical en CHSCT
L’accord national interprofessionnel du 17 mars 1975 sur l’amélioration des conditions de travail a été étendu par arrêté ministériel du 12 janvier 1996. Cet accord étendu prévoit la participation des représentants syndicaux au comité d'hygiène, de sécurité et des conditions de travail (CHSCT) avec voix consultative dans tous les établissements de plus de 300 salariés.

## Sources
- http://www.wk-ce.fr/actualites/detail/2031/le-representant-syndical-un-membre-du-ce-pas-comme-les-autres.html